# Синдром передчасного збудження шлуночків
Синдром передчасного збудження шлуночків (синдром преекзитації шлуночків) — група електрофізіологічних феноменів, які характеризуються передчасною деполяризацією шлуночків, і як наслідок — їхнім передчасним скороченням.
| Тип                             | Додатковий шлях проведення                          | PR інтервал | QRS інтервал | Наявність дельта-хвилі |
| Синдром Вольфа-Паркінсона-Вайта | Пучок Кента (від передсердь до шлуночків)           | вкорочений  | подовжений   | є                      |
| Синдром Лауна-Ґанонґа-Левіна    | Пучок Джеймса (від передсердь до пучка Гіса)        | вкорочений  | нормальний   | немає                  |
| Махайма                         | Пучок Махайма (від початку пучка Гіса до шлуночків) | нормальний  | подовжений   | є                      |